# Шабашов, Фёдор Филиппович
Фёдор Фили́ппович Шабашо́в (24 августа 1914, с. Байка, Саратовская губерния — 5 октября 1992, Заречный) — участник Великой Отечественной войны, красноармеец, наводчик противотанкового ружья 924-го стрелкового полка 252-й стрелковой дивизии 4-й гвардейской армии 2-го Украинского фронта, Герой Советского Союза (1945). Русский; член КПСС с 1947 года.

## Биография
Родился 24 августа 1914 года в селе Байка (ныне — Сердобского района Пензенской области) в семье крестьянина. Окончил начальную школу. После смерти отца в 1924 году, Фёдор жил у деда И. П. Борисова и работал подпаском общественного стада. После организации в Байке колхоза «12 лет Октября» работал там конюхом. В 1933 году Ф. Шабашов переехал в совхоз «Темп» Ртищевского района, где работал учётчиком полеводческой и тракторной бригады Барабановского отделения. В деревне Барабановке Шабашов жил и работал до призыва в Красную Армию 3 июня 1941 года.
С июня по сентябрь 1941 года Ф. Шабашов находился в действующей армии на Западном фронте. Первое боевое крещение получил 29 июня 1941 года у города Рогачёва. По не зависящим от него обстоятельствам остался на оккупированной территории. Вновь был призван в армию Кодымским райвоенкоматом Одесской области в апреле 1944 года после освобождения района советскими войсками.
Сражался на 2-м, 3-м, снова 2-м Украинских фронтах в составе 252-й стрелковой дивизии. С 20 по 28 августа в составе 4-й гвардейской армии на 2-м Украинском фронте Ф. Ф. Шабашов участвовал в Ясско-Кишинёвской стратегической операции; с середины ноября 1944 по 13 февраля 1945 года в составе 4-й ударной армии участвовал в Будапештской стратегической наступательной операции; с 16 марта по 15 апреля 1945 года в составе 46-й армии на 2-м Украинском фронте — в Венской стратегической операции; с 25 марта по 5 мая 1945 года на 2-м Украинском фронте в составе 7-й гвардейской армии участвовал в Братиславско-Брновской наступательной операции на территории Чехословакии, в том числе в освобождении столицы Словакияи Братислава (4 апреля 1945 года); с 6 по 11 мая 1945 года участвовал в составе 7-й гвардейской армии 2-го Украинского фронта в Пражской стратегической операции.
После войны старший сержант Шабашов демобилизовался. Жил в городе Сердобске. Там он работал директором горпищепрома, заведовал мельницей, городским отделом социального обеспечения, был директором рынка. По состоянию здоровья в 1955 году ушёл на пенсию; персональный пенсионер. В 1983 году Фёдор Филиппович переехал в ЗАТО Пенза-19 (Заречный).
Умер Фёдор Филиппович Шабашов 5 октября 1992 года в городе Заречном; похоронен на городском кладбище в Сердобске.

## Подвиг
При прорыве обороны противника 22 августа 1944 года в районе села Немцень (Молдавия) красноармеец Шабашов уничтожил огневую точку противника, мешавшую продвижению подразделения, — станковый пулемёт.
24 августа 1944 года батальон, в котором служил Шабашов, получил задачу — взять штурмом переправу через реку Прут и взорвать мост, удерживаемый противником. Мост охранялся двумя танками, двумя орудиями и одной самоходной пушкой, которые вели ураганный огонь по нашей пехоте.
Шабашов наметил выгодную для бронебойщика позицию и, невзирая на пулемётно-орудийный огонь противника, быстро выдвинулся на намеченный рубеж и начал борьбу с танками. Зная уязвимые места вражеских танков, красноармеец Шабашов, подбил два танка и три орудия.
Однако противник поставил танк на противоположном берегу реки и открыл огонь по нашей пехоте, прикрывая переправляющуюся свою пехоту. Шабашов быстро выдвинулся на самый берег реки и подбил танк противника. Таким образом, красноармеец Шабашов подбил три танка и подавил три орудия противника, чем способствовал захвату переправы частями дивизии и окружению отходящих войск противника.

## Награды и звания
- Указом Президиума Верховного Совета СССР № 8634 от 24 марта 1945 года за мужество и отвагу, проявленные в Ясско-Кишинёвской операции, красноармейцу Шабашову Фёдору Филипповичу присвоено звание Героя Советского Союза с вручением ордена Ленина и медали «Золотая Звезда».
- Награждён орденом Отечественной войны 1-й степени, медалями.

## Семья
Фёдор Филиппович Шабашов был дважды женат. От первого брака имел двух сыновей. Старший — Александр жил и работал на центральной усадьбе совхоза «Темп», младший — Юрий работал в городе Ртищево в МПМК. Во втором браке родились два сына: Вячеслав и Владимир и дочь Наталья.

## Память

Бюст на Аллее Героев в Сердобске

- Бюст на Аллее Героев в СердобскеВ 1985 году в Сердобске была открыта Аллея Героев, на которой в 1987 году установили 14 бюстов сердобчан — Героев Советского Союза, в том числе, бюст Ф. Ф. Шабашова. Автор памятников — архитектор Е. Г. Соколов.
- В Сердобске одна из улиц носит имя Ф. Ф. Шабашова.
- 28 августа 2014 года в городе Заречном Пензенской области состоялось торжественное открытие памятной доски, посвящённой Герою Советского Союза Фёдору Филипповичу Шабашову. Мероприятие было приурочено к 100-летию со дня рождения Фёдора Филипповича. Доску установили возле подъезда дома № 29 по улице Зелёной, где он проживал в 1980-е годы[4].